# Горовиков Костянтин Володимирович
Костянтин Володимирович Горовиков (рос. Константин Владимирович Горовиков; 31 серпня 1977, м. Новосибірськ, СРСР) — російський хокеїст, центральний нападник. Заслужений майстер спорту Росії (2009). 
Вихованець хокейної школи СКА (Санкт-Петербург). Виступав за СКА (Санкт-Петербург), «Гренд-Репідс Гріффінс» (ІХЛ), «Салават Юлаєв» (Уфа), «Сєвєрсталь» (Череповець), «Авангард» (Омськ), «Динамо» (Москва)
У складі національної збірної Росії учасник чемпіонатів світу 2006, 2008, 2009 і 2011 (34 матчі, 4+11). 
Досягнення
- Чемпіон світу (2008, 2009).
- Володар кубка Гагаріна (2012, 2013).

Нагороди
- Нагороджений медаллю ордена «За заслуги перед Вітчизною» (II ступеня) (2009)[1].